# Cavadoude
Cavadoude is een plaats (freguesia) in de Portugese gemeente Guarda en telt 366 inwoners (2001).